# Enrico Guastalla
Enrico Guastalla (Guastalla, 22 novembre 1826 – Milano, 28 settembre 1903) è stato un patriota italiano.

## Biografia
Nacque in una famiglia ebraica da Elia ed Ester Segré. Il suo vero nome era Michele Isacco Benedetto, ma dal 1848, in occasione della sua adesione ai moti preunitari, si fece chiamare Enrico.
Nel 1843 si trasferì a Mantova dove entrò in contatto con gli ambienti patriottici giovanili (e suscitando, di conseguenza, i sospetti delle autorità austriache). Nell'aprile del 1848 lasciò la città per arruolarsi nella legione dei bersaglieri mantovani e combatté le principali battaglie della prima guerra d'indipendenza. Quando il reparto si sciolse si recò prima a Torino, dove fu redattore della Gazzetta del popolo, quindi a Nizza, a Livorno e infine a Firenze. 
Il Guastalla fu infatti  bersaglieri mantovani e nel 1849 alla difesa della Repubblica Romana come ufficiale della legione di Giacomo Medici meritandosi da Garibaldi, per il valore dimostrato, il soprannome di "caporale del Vascello".
Emigrato a Genova nel Regno di Sardegna, fu direttore del giornale “Libertà ed Associazione”. Intermediario fra Mazzini e Garibaldi, combatté nella guerra del 1859 a San Fermo e a Varese come sottotenente del 2º reggimento dei “Cacciatori delle Alpi”.  Nel 1860 fu capo di Stato Maggiore di Giacomo Medici in Sicilia; ferito nella battaglia del Volturno fu promosso tenente colonnello. Nel 1862, su proposta di Garibaldi, fu iniziato in Massoneria nella Loggia "I Rigeneratori del 12 gennaro 1848 al 1860 Garibaldini" di Palermo. Prese parte alla giornata d'Aspromonte del 1862 e fu incarcerato nel forte del Varignano prima, nel forte di Fenestrelle, poi.
Durante la guerra del 1866 fu nominato tenente colonnello e sottocapo di Stato Maggiore del Corpo Volontari Italiani. Per essersi distinto nel combattimento di Cimego e nella battaglia di Condino del 16 luglio, fu decorato della croce di ufficiale Ordine militare di Savoia “per la perizia ed intelligente attività nella direzione dell'ufficio di Stato maggiore e pel valore e capacità militare dimostrata sotto il fuoco nemico specialmente nei combattimenti”.
Nel 1867 seguì nuovamente Garibaldi nella campagna dell'Agro Romano volta alla liberazione di Roma e partecipò allo sfortunata battaglia di Mentana contro le truppe francesi. Fu eletto deputato al parlamento italiano e svolse un'opera meritevole nello sviluppo del Museo del Risorgimento di Milano.
Morì a Milano nel 1903.